# Обрегон, Алехандро
 Алехандро Обрегон (исп. Alejandro Obregón; 1920—1992) — колумбийский художник-модернист.
Основоположник колумбийского импрессионизма.

## Биография
В молодости совершил поездку в Великобританию и США, во время которой сформировался как художник.
После пребывания во Франции (1949—1954 годы) жил в Картахене (Колумбия).
В 1958 году был удостоен премии на Испаноамериканской выставке. Награждён орденами Святого Карлоса (1970) и Креста Бояки (1992).

## Наиболее известные произведения
- «Маски» (1952)
- «Чествование Зурбагана» (1962)
- «Флора» (1966)
- «Анунциата в зелёном!» (1970)
- «El Cóndor» (1971)
- «Обаяние луны» (1985)